# Люблинское воеводство (1944—1975)

1944—1950

Участок, перешедший к СССР

1950—1975

Люблинское воеводство — одно из воеводств, существовавшее в 1944—1975 годах в восточной Польше.
- Выселение украинцев из Польши в УССР
- Операция «Висла»

Польша передала в 1951 году Советскому Союзу участок площадью в 480 км² (в обмен на участок той же площади в Дрогобычской области УССР).